# Lubero (territoire)
 (janvier 2020).
La mise en forme du texte ne suit pas les recommandations de Wikipédia : il faut le « wikifier ».
Les points d'amélioration suivants sont les cas les plus fréquents. Le détail des points à revoir est peut-être précisé sur la page de discussion.
- Les titres sont pré-formatés par le logiciel. Ils ne sont ni en capitales, ni en gras.
- Le texte ne doit pas être écrit en capitales (les noms de famille non plus), ni en gras, ni en italique, ni en « petit »…
- Le gras n'est utilisé que pour surligner le titre de l'article dans l'introduction, une seule fois.
- L'italique est rarement utilisé : mots en langue étrangère, titres d'œuvres, noms de bateaux, etc.
- Les citations ne sont pas en italique mais en corps de texte normal. Elles sont entourées par des guillemets français : « et ».
- Les listes à puces sont à éviter, des paragraphes rédigés étant largement préférés. Les tableaux sont à réserver à la présentation de données structurées (résultats, etc.).
- Les appels de note de bas de page (petits chiffres en exposant, introduits par l'outil «  Source ») sont à placer entre la fin de phrase et le point final[comme ça].
- Les liens internes (vers d'autres articles de Wikipédia) sont à choisir avec parcimonie. Créez des liens vers des articles approfondissant le sujet. Les termes génériques sans rapport avec le sujet sont à éviter, ainsi que les répétitions de liens vers un même terme.
- Les liens externes sont à placer uniquement dans une section « Liens externes », à la fin de l'article. Ces liens sont à choisir avec parcimonie suivant les règles définies. Si un lien sert de source à l'article, son insertion dans le texte est à faire par les notes de bas de page.
- La présentation des références doit suivre les conventions bibliographiques. Il est recommandé d'utiliser les modèles {{Ouvrage}}, {{Chapitre}}, {{Article}}, {{Lien web}} et/ou {{Bibliographie}}. Le mode d'édition visuel peut mettre en forme automatiquement les références.
- Insérer une infobox (cadre d'informations à droite) n'est pas obligatoire pour parachever la mise en page.

Pour une aide détaillée, merci de consulter Aide:Wikification.
Si vous pensez que ces points ont été résolus, vous pouvez retirer ce bandeau et améliorer la mise en forme d'un autre article.
 (août 2023).
Si vous disposez d'ouvrages ou d'articles de référence ou si vous connaissez des sites web de qualité traitant du thème abordé ici, merci de compléter l'article en donnant les références utiles à sa vérifiabilité et en les liant à la section « Notes et références ».
Cet article concerne l'entité administrative de la République démocratique du Congo. Pour la localité de la République démocratique du Congo, voir Lubero.
Le territoire de Lubero est un territoire de la république démocratique du Congo, une entité administrative déconcentrée de la province du Nord-Kivu. Il est voisin du territoire de Beni. Son chef-lieu est Lubero. Il borde l'Ouganda par le Lac Édouard, traversé par les parcs nationaux des Virunga et de la Maiko. Il a le village le plus haut du pays, Kipese situé à 2 500 m d’altitude.

## Histoire
- 1894 : Fondation, dans la plaine de la Semliki, de Beni, chef-lieu du territoire de la Semliki. Ce territoire n’a pas de limites fixes au Sud : il s’étend jusqu’aux régions où la population coopère avec l’occupant.
- 1895 : est déplacé et installé à Karimi
- 1897 : Karimi est détruit par les soldats Batetela révoltés. Beni est aussitôt rétabli
- 1913 : Fondation du poste d'État de Luofu, chef-lieu du territoire de la Luholu, comprenant les chefferies Batangi et Bamate, Itala, Mulinda et Ikobo.
- 3 septembre 1914 : Fixation des limites entre les territoires de la Semliki et de la Luholu. Les Baswagha relevant, en principe, du territoire de la Semliki.
- 1920 : Les Belges ouvrent la zone minière de Manguredjipa.
- 1922
  - Poste d’État à Mutaka, dans le Patanguli (Isale-Beni)
  - Fondation du Poste d’État de Lubango Hutwe, qui remplace, Luofu comme chef-lieu du territoire de la Luholu
- 1er mars 1923 : le territoire de la Semliki passe administrativement au district de l’Ituri
- Août 1923 :
  - Abandon de Lubango : Luofu redevient chef-lieu du territoire de la Luholu
  - Recherche d’un nouvel emplacement, et début d’un poste d’État à Matwa, près de Lutunguru, Luenge (en remplacement de Luofu)
- 1924 :  À partir de cette date, on parle souvent des territoires des Wanande-Nord et des Wanande-Sud, mais cette denomination n’a jamais été reconnue officiellement.
- Mars 1924 : Misebere devient nouveau chef-lieu du territoire de la Semliki
- 1er juin 1924 :
  - Les Baswagha et les Bapere passent du territoire de la Semliki au territoire de la Luholu. Cette situation de fait n’est pas confirmée
  - Le territoire de la Luholu passé administrativement au district de l’Ituri. Il abandonne au district du Kivu le Mulinde, le Buitu, l’Ikobo.
- Août 1924 :
  - Fondation de Beni-Bungulu
  - Fondation de Lubero. Officiellement, Lubango reste chef-lieu du territoire
- 1er octobre 1926 : confirmation officielle de l’Organisation des territoires existants depuis le 1er juin 1924. Le territoire de la Semliki devient le territoire de Beni, et le territoire de la Luholu devient le territoire de Lubero.
- 1er juillet 1935 : Les territoires de Beni et de Lubero reviennent au district du Kivu, auxquels ils appartenaient avant 1923

## Situation géographique et administrative
Les deux territoires de Beni et de Lubero sont situés dans la province du Nord-Kivu, au Nord-Est de la république démocratique du Congo. Ils ont une frontière commune à l'Est avec l'Ouganda, au Nord avec la Province Orientale, au Sud avec le territoire de Rutshuru et à l'Ouest avec le territoire de Walikale. Ils sont habités majoritairement par les Yira (Nande) et d'autres peuples proches à eux.
Le territoire de Lubero couvre une superficie de 18 096 km2 et comprend 4 collectivités (chefferies). Le territoire de Lubero comprend la ville de Butembo. La population de la ville de Butembo à 220 807 habitants[Quand ?].
Beni et Butembo, anciennes cités des territoires de Beni et Lubero, ont pris les statuts de ville en date du 23 septembre 1999 par l'arrêté no 001/001/BUS/CAB/GP-N-K/99 portant création de ville de Beni et de Butembo en province du Nord-Kivu par le président du Rassemblement congolais pour la démocratie, Mouvement de Libération (RCD/K-ML) conformément au décret no 041/2003 du 28/03/2003.
Depuis 1996, ce territoire est sous la menace des Forces démocratiques de libération du Rwanda (FDLR), ce qui occasionne une guerre ethnique entre Nandes et Hutus qui du côté sud cause mort d'homme chaque jour.
En 2025, les Forces démocratiques alliées commettent plusieurs massacres dans les localités de ce territoire.

## Climat
Le climat est essentiellement déterminé par la situation géographique par rapport à l'équateur. Le climat appartient à la zone équatoriale dont on retrouve les précipitations régulières presque au courant de toute l'année. Sur les hautes terres, on observe une baisse de température au fur et à mesure de l'altitude. D'où présence de deux climats :
- Le climat équatorial d'altitude sur les hautes terres ;
- Le climat équatorial classique sur les basses terres.

Outre ces catégories de climats, soulignons aussi l'existence d'une multitude de micro climats ayant leurs caractéristiques propres en matière de pluviosité, de température, de régime de vent, etc.
En territoire de Lubero, le climat est froid dans les montagnes tandis qu'il est chaud dans les forêts équatoriales, la température moyenne est de 18 à 17 °C diurne et de 16 °C nocturne. Son relief à l'Est du Graben est caractérisé par une chaîne de montagne avec 3,100 mètres d'altitude et par une cuvette centrale couverte de forêt comprise entre 1.100 et 900 mètres d'altitude. Pendant l'année, il connaît en général une alternance de pluie et de soleil.
En territoire de Beni, le relief du sol comporte des montagnes et des plateaux à l'extrême Sud - Est aux zones d'altitude. Le reste du Territoire traverse deux saisons pluvieuses et sèches. La présence des Montagnes telles que : Ruwenzori et Kyavirimu, la pleine Semuliki permettent de classer cette région parmi celles de hautes altitudes. L'altitude moyenne de cette région se situe au tour de 1 500 mètres mais varie de 850 mètres soit une dénivellation de 4 000 mètres.

## Communes
Le territoire compte quatre communes rurales de moins de 80 000 électeurs.
- Kanyabayonga, (7 conseillers municipaux)
- Kayna, (7 conseillers municipaux)
- Kirumba, (7 conseillers municipaux)
- Lubero, (7 conseillers municipaux)

## Chefferies et secteur
Le territoire est constitué de trois chefferies et un secteur divisées en 21 groupements :
| Subdivision | Statut    | Groupements |
| ----------- | --------- | ----------- |
| Baswagha    | Chefferie | 4           |
| Bamate      | Chefferie | 8           |
| Batangi     | Chefferie | 3           |
| Bapere      | Secteur   | 6           |